# Une espèce à part
Pour plus de détails, voir Fiche technique et Distribution.
Une espèce à part (Insignificant en anglais) est une série documentaire française de vulgarisation scientifique conçue par l'écologue Franck Courchamp et réalisée par l'animateur Clément Morin, sorti en 2019. Elle se présente comme une mini-série de dix épisodes de 3 minutes, traitant de la place de l'Homme dans l'univers.

## Genèse du projet
Franck Courchamp, directeur de recherche au CNRS à l'université Paris-Sud à Orsay au département d'écologie, était déjà l'auteur de plusieurs œuvres de vulgarisation scientifique quand il a l'idée d'un projet cinématographique en 2015, à l'occasion d'une année d'échange à Los Angeles, près d'Hollywood. Après plusieurs recherches et prises de contact avec des départements d’animation d’universités américaines, le chercheur découvre le travail de l'animateur français Clément Morin et lui propose de donner vie à la série, travail titanesque qui va durer quatre ans, jusqu'en 2019, à raison d'une seconde de film par journée de travail.

## Synopsis
La série est composée de dix épisodes de trois minutes, qui se découpent comme suit : 
- L'infime et l'infini
- Vie unique
- Une seconde sur Terre
- La feuille qui cache la forêt
- Dominations
- L'espèce faible
- Intelligences
- Dans la toile de la vie
- Jusqu'au fond de son être
- Héritage

L'ensemble vise à remettre en perspective l'espèce humaine par rapport à d'autres réalités : dimensions de l'univers et du temps, biosphère, comparaisons animales... Le tout dans une approche d'humilité, qui rejoint par bien des aspects le genre artistique de la vanité, ainsi que la démarche philosophique de Blaise Pascal dans ses Pensées.

## Fiche technique
- Titre : Une espèce à part (Insignificant en version anglaise)
- Réalisation : Clément Morin
- Scénario : Franck Courchamp et Laurent Mizrahi
- Voix : Françoise Cadol
- Budget : inconnu
- Producteurs : Lumento, DuckFactory
- Société de distribution : Arte
- Pays d'origine :  France
- Langue : français
- Genre : documentaire
- Durée : 10x3 minutes
- Date de sortie : 20 mars 2019

## Box-office
La série a été diffusée sur Arte et mise à disposition gratuite des internautes sur le site de la chaîne, sur Facebook ainsi que sur Youtube ; l'intégrale sur Youtube a dépassé le million de vues en moins de 2 mois, et les épisodes individuels ont atteint à la même date les 10 millions de vues cumulées.
La série a récolté la note globale de 8,1/10 sur le site Sens Critique.